# На Венеру за п'ять секунд
«На Венеру за п'ять секунд: Хроніка дивного зникнення Томаса Пламмера, фармацевта» або просто «На Венеру за п'ять секунд» (англ. To Venus in Five Seconds: An Account of the Strange Disappearance of Thomas Plummer, Pillmaker) — сатиричний та науково-фантастичний роман, написаний Джоном Фредеріком Томасом Джейном, автором оригінальних видань «Jane's Fighting Ships» та засновника в майбутньому відомого видавництва Jane's Information Group. Опублікований у 1897 році, роман висміює низку піджанрів фантастики, які стали популярними в останні роки дев'ятнадцятого століття.
Одним з аспектів багатогранного таланту Джейна у 1890-х роках було ілюстрування ним популярних фантастичних романів, включаючи романи Едгара Фоукетта «Гартманн-анархіст» (1893) та книги Джорджа Гріффіта. Коли Джейн почав писати власні романи, то фактично пародіював ті романи, яку він же й проілюстрував (ці твори називалося тоді «науковими романами») та «романами майбутньої війни», які були характерними рисами популярної літератури в Британії за десятиліття до Першої світової війни — зокрема це такі книги Джорджа Гріффіса, як «Янгол Революції» (1893) та «Ольга Романова» (1894). Заголовки книг Джейна немов би натякають на інші пригодницькі романи, в першу чергу Жуля Верна, «Із Землі на Місяць» (1865), «Навколо Місяця» (1870), «Навколо світу за вісімдесят днів» (1873) та інші.
«На Венеру за п'ять секунд» була названа «Найчитабельнішою та найрозважальнішою книгою Джейна». Джейн написав інші твори спекулятивної фантастики, зокрема «Дівчина з інкубатора» (1896) та «Фіолетове полум'я» (1899).

## Сюжет
Головний герой оповіді Джейна, Томас Пламмер, — чудовий зразок чоловіка-британця. Його направляє до медичної школи батько, медичний підприємець (виробник таблеток), не дивлячись на те, що син не проявляє вельми глибоких знань в цій сфері. У медичній школі Пламмер зустрічається з молодою темношкірою жінкою, яку звати міс Зуміна. Вона запрошує його на чай, до свого літнього будинку, який наповнений різноманітними дивацькими машинами. Коли обоє заходять в газебо, Зуміна інформує молодого англійця, що він зараз на Венері. У газебо міс Зуміни працює передавач матерії, який дозволяє майже миттєво переміщуватися між двома планетами (Цей опис представляє собою «один з найперших видів застосування передавача матерії для міжпланетних подорожей» у науково-фантастичній літературі. Джейн не витрачає багато зусиль, щоб пояснити, як передавач насправді може працювати; про цю технологію лише згадується, подібно як у «Машині часу» Герберта Веллса згадується власне машина часу).
Ближча до Сонця, ніж Земля, Венера спекотна й покрита джунглями; сонячне світло не лише засліплює очі, але й впливає на розум. Планета населена двома розумними видами: людиноподібними сунтерімами й абсолютно не схожими на людей тотінами. Зуміна належить до сунтерімів — народу, котрий виник у Центральній Америці, та переселився до стародавнього Єгипту (ці культури тісно взаємопов'язані в уявному світі Джейна. Тому роман відносять ще й до іншої підгрупи наукової фантастики — книг про Єгипет, піраміди та інші пов'язані з цим теми.) Ці високорозвинені древні розробили в давнину передавач матерії та використовували його для подорожі туди й назад між пірамідами Єгипту та Центральної Америки; в процесі вони іноді опинялися на Венері. Мабуть через використання цієї технології при перенесенні речовини відбулася мутація, в результаті якої виникли тортіни. Саме останні є домінуючим корінним видом планети; Джейн описує та зображує тортінів як щось середнє між маленьким слоном та великим ґедзем.
Деякі з центральноамериканців/єгиптян переселилися на Венеру, щоб сформувати успішну людську спільноту; вони часто служили лікарями для тортінів. На момент прибуття Пламмера на Венеру, тривале співіснування двох видів вже руйнується; Зуміна прогнозує, що між ними скоро розпочнеться конфлікт, в якому тортіни переможуть завдяки вищому рівню інтелектуального розвитку. Пламмер також дізнається, що він був доставлений до Венери як суб'єкт для вівісекції через його відмінну статуру. Зуміна навіть закохується в нього; вона проявляє до нього романтичні знаки уваги, які він відкидає. Вона неохоче відправляє його на вівісекцію (хоча вона й дає йому можливість знаходитися під анестезією).
Пламмер зустрічає двох інших англійців на Венері, молоду жінку на ім'я Філіс Олсон та священика. Він і Філіс швидко закохуються, а священослужитель одружує їх. Розпочинається війна, спочатку громадянська — між тортінами, а потім розгортається конфлікт між тотінами й сутерімами, як і прогнозувала Зуміна. Пламмер та Філліс вирушають на Землю з Зуміною (священик на той час вже був мертвий) через передавач матерії; вони приземляються на вершині Великої Піраміди в Гізі. Там Пламмер знаходить одного з робітників свого батька, який зафарбовує рекламу на стовбах білою фарбою. Молода англійська пара повертається додому, а Зуміна вирушає на Південь, щоб стати «богинею» для тих людей, які перебувають на примітивних стадіях розвитку суспільства (це посилання на інший популярний піджанр вікторіанської наукової фантастики, історії про «загублений світ» або «загублену расу», такі як «Вона» Генрі Райдера Хаґґарда та численні наслідування цього твору).